# Gritta Ley

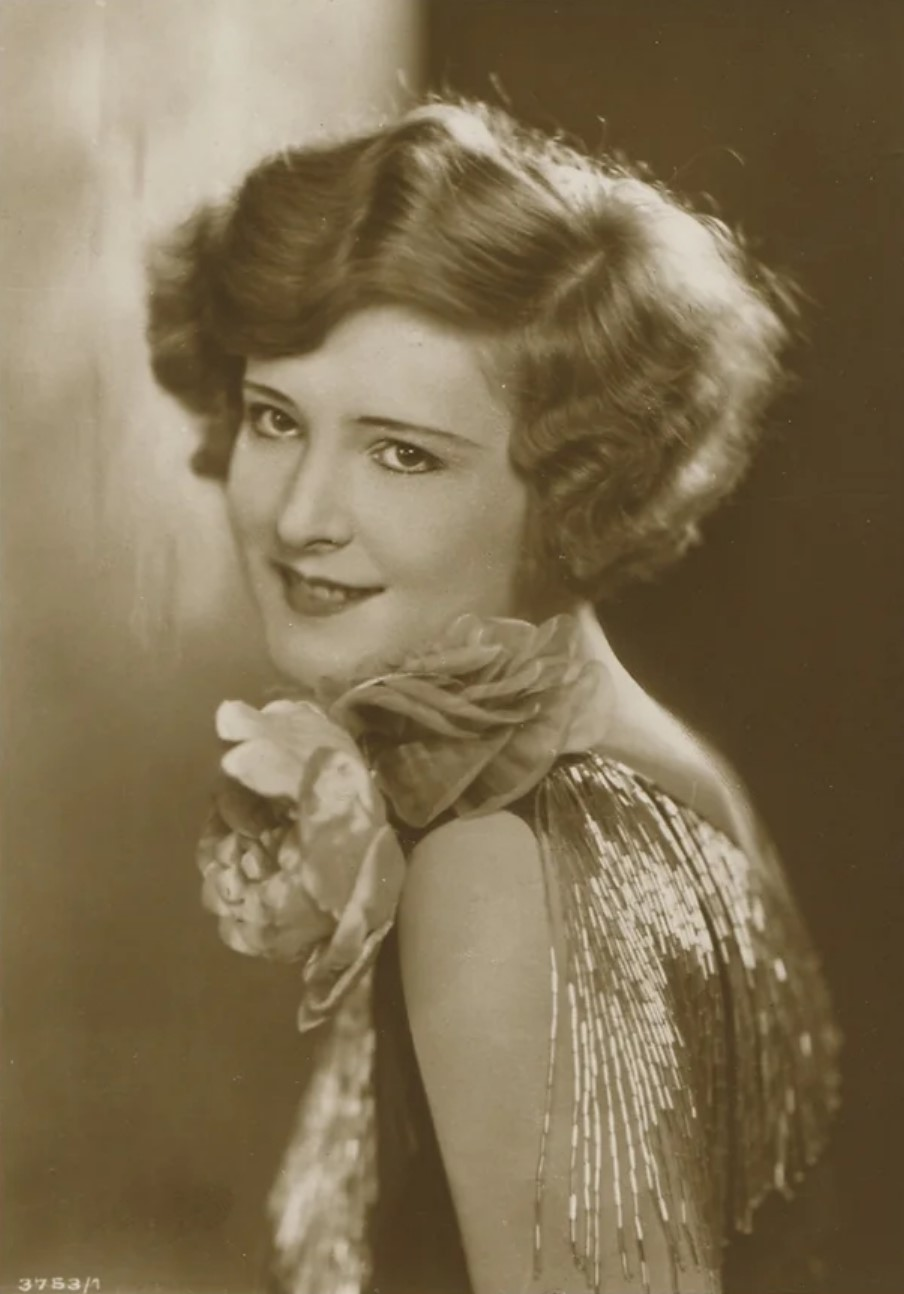
Gritta Ley auf einer Fotografie von Suse Byk

Gritta Ley (* 23. August 1898 in Rixdorf, heute Stadtteil von Berlin, als Pauline Margarethe Schmidt; † 17. Dezember 1986 in Falmouth, Massachusetts) war eine deutsche Schauspielerin.

## Leben
Die Tochter des Metalldrückers Ewald Schmidt und seiner Frau Emma, geb. Sämisch, war ab Ende der 1920er-Jahre in zahlreichen Stummfilmen zu sehen. Ihren Künstlernamen erhielt sie beim Film. Ley wurde von der Berliner Morgenpost im Film Der Teufelsreporter von 1929 wie folgt beschrieben: „Gritta Ley ist hübsch, blond, aber steif“. 1930 heiratete sie den Architekten Siegfried Ittelson. Im selben Jahr endete ihre Karriere. Vermutlich wegen der jüdischen Abstammung ihres Ehemanns wanderte sie 1939/1940 gemeinsam mit ihm über Kuba in die USA aus.

## Filmografie
- 1927: Der größte Gauner des Jahrhunderts
- 1927: Das Heiratsnest
- 1927: Alpenglühen
- 1927: Almenrausch und Edelweiß
- 1928: Wo die Alpenrosen blüh'n
- 1928: Du sollst der Kaiser meiner Seele sein
- 1928: O Jugend wie bist du schön
- 1928: Das Hannerl vom Rolandsbogen
- 1928: Mädchen, hütet Euch!
- 1928: Das Fräulein aus Argentinien
- 1928: Herbstzeit am Rhein
- 1928: Vom Täter fehlt jede Spur
- 1928: Das deutsche Lied
- 1928: Der Herr vom Finanzamt
- 1929: Der Grenzjäger
- 1929: Der Teufelsreporter
- 1929: Der Mitternachtswalzer
- 1930: Wenn Du noch eine Heimat hast
- 1930: Der Herrgottschnitzer von Oberammergau
- 1930: Der Fleck auf der Ehr'
- 1930: Glühende Berge – Flammendes Herz